# Arendtsville
Arendtsville ist ein Borough in Adams County, Pennsylvania, Vereinigte Staaten. Das U.S. Census Bureau hat bei der Volkszählung 2020 eine Einwohnerzahl von 867 ermittelt.

## Geographie
Nach einer Erhebung des United States Census Bureau hat Arendtsville eine Gesamtfläche von 0,7 Quadratmeilen (1,8 km²) und hat keine Gewässer innerhalb seiner Grenzen. 

## Bevölkerung
Nach dem Census 2000 betrug die Gesamtbevölkerung im Borough 848 Menschen in 329 Haushalten, 242 Familien lebten im Borough. Die Bevölkerungsdichte betrug 1221 Menschen pro Quadratmeile (474,5/km²). 88,8 % der Bevölkerung waren Weiße. 
In 39,2 % der Haushalte lebten Kinder unter 18 Jahren. 59,3 % der Haushalte bilden verheiratete Familien, 8,2 % sind alleinerziehende Frauen und 26,4 % sind nichtfamiliäre Haushalte.
Die Altersstruktur in Arendtsville teilte sich wie folgt auf: 29,5 % der Einwohner waren jünger als 18 Jahre, 6,6 % waren zwischen 18 und 24 Jahren alt, 29,2 % waren zwischen 25 und 44 Jahren alt, 19,2 % waren zwischen 45 und 64 Jahren alt und 15,4 % der Bevölkerung waren über 65 Jahre alt. Dies ergab einen Altersdurchschnitt von 34 Jahren. Auf 100 Frauen kamen 101,4 Männer. 
Das durchschnittliche Haushaltseinkommen im Jahr 2000 betrug 41.087 $ und das durchschnittliche Familieneinkommen 43.889 $.